# Zero Days
Zero Days ist ein Dokumentarfilm des Regisseurs Alex Gibney aus dem Jahr 2016. Der Film dokumentiert den Hintergrund des Computerwurms Stuxnet. Der Film feierte seine Premiere am 11. Februar 2016 bei den Internationalen Filmfestspielen in Berlin.

## Inhalt
Der Film zeichnet die Entstehung und Verbreitung des Computerwurms Stuxnet nach. Dabei wurden Interviews mit Personen aus Sicherheitsfirmen und Geheimdiensten geführt.

## Interviewte Personen
- David E. Sanger, Journalist
- Emad Kiyaei, Geschäftsführer des American Iranian Council
- Eric Chien (Symantec)
- Liam O’Murchu (Symantec)
- Colonel Gary D. Brown, Anwalt des United States Cyber Command
- Gary Samore
- Chris Inglis, NSA Vizedirektor 2006–2014
- Amos Yadlin, ehemaliger General der Israel Air Force
- Yossi Melman, israelischer Autor und Journalist
- Yuval Steinitz, israelischer Politiker
- Jewgeni Kasperski, Computerviren-Experte (Kaspersky Lab)
- Vitaly Kamluk
- Michael V. Hayden, ehemaliger Direktor der CIA
- Olli Heinonen
- Ralph Langner, SPS-Sicherheitsberater
- Richard A. Clarke, Terror-Experte
- Rolf Mowatt-Larssen
- Seán Paul McGurk, Department of Homeland Security Direktor Cybersecurity 2008–2011
- Sergey Ulasen (Kaspersky Lab Belarus)

## Auszeichnungen
Der Film erhielt unter anderem einen Peabody Award und nahm bei den Internationalen Filmfestspielen 2016 in Berlin am Wettbewerbsprogramm teil.